# Lenguas sarawakas septentrionales
Las lenguas sarwakas septentrionales son un grupo de lenguas austronesias habladas en la parte nororiental de la provincia de Sarawak en Borneo (Malasia), como grupo filogenético fueron propuestas por Blust (1991, 2010).

## Clasificicación
Las lenguas sarwakas septentrionales usualmente se dividen en los siguientes grupos:
- Kenyah
- Kelabítico (Apo Duat)
- Berawan-bajo Baram
- Bintulu

Ethnologue (16.ª edición) añade el punan tubu como una rama adicional, y nota que el bintulo podría ser el más cercano al baram. Las lenguas melanau-kajang fueron reclasificadas por Blust 2010, que no las consideró parte del grupo Sarawak septentrional.

## Comparación léxica
Los numerales en diferentes lenguas sarawakas septentrionales:
| GLOSA | Kenyah      | Kenyah     | Kelabítico | Kelabítico | Berawan  | Berawan | bajo baram | bajo baram | bajo baram | Bintulu    | Punan tubu | PROTO- SARAWAK   |
| GLOSA | Wahau Kenia | Uma' Longh | Kelabit    | Sa'ban     | Oriental | Central | Belait     | Kiput      | Tutong     | Bintulu    | Punan tubu | PROTO- SARAWAK   |
| ----- | ----------- | ---------- | ---------- | ---------- | -------- | ------- | ---------- | ---------- | ---------- | ---------- | ---------- | ---------------- |
| '1'   | se          | co         | ə'dʰəh     | səh        | ʧey      | aʧih    | ʧiəh/ se   | sih silaːŋ | ʤʌlɒʔ      | ʤiʌŋ/ ʤiah | ʤiʔ        | *se-/ *cia-      |
| '2'   | due         | dəβo       | du'wəh     | wəh        | dufiey   | ləbih   | dəbɛh      | dufih      | duwoᵘ      | baː        | duoh       | *duwo            |
| '3'   | tələu       | tələ       | t̪ə'lʊh     | lɑᵘ        | təlaw    | təlɔ    | təlau      | təlaw      | təluʰ      | ləw        | tolu       | *təlu            |
| '4'   | pat         | pɛjt       | ə'pat̪      | pɑːt       | pat      | paːʔ    | pat        | paːt       | pʌt        | pat        | pat        | *pat             |
| '5'   | ləmɛ        | ləmo       | li'məh     | imɑh       | dimiey   | dimah   | limah      | liməh      | limɒh      | lima       | limoh      | *lima(h)         |
| '6'   | nəm         | nəm        | ə'nəm      | nʌm        | nəm      | nəm     | nam        | nəm        | nɒm / ənɒm | nəm        | nom        | *(ə)nəm          |
| '7'   | tusəu       | tuɟu       | t̪u'dʊʔ     | dːəᵘʔ      | tusu     | tusu    | tuʤau      | tucəu      | tuʤuʔ      | tuʤuʔ      | tucu       | *tucu            |
| '8'   | ayɛ         | azo        | wa'lʊh     | ɑlɑᵘ       | maray    | mare    | marai      | maray      | mʌʀɪʰ      | maʔdiʔ     | yan        | *walu/ *marai    |
| '9'   | piʔən       | fɛʔən      | i'waʔ      | iwɑːʔ      | ʤələpi   | ɡələpe  | mupai      | paiʔ       | pɪʔɒn      | supiʔ      | julan      | *iwaʔ/ *piʔən(?) |
| '10'  | puluʔ       | fulu       | pu'lʊʔ     | plʊːʔ      | pulo     | pulɔ    | puloʔ      | pulauʔ     | (ʌmpuluʔ)  | pəluʔən    | ʤiʔ puluʔ  | *puluʔ           |